# Кэти Перри: Частичка меня
«Кэти Перри: Частичка меня» (англ. Katy Perry: Part of Me) — автобиографический 3D-фильм американской певицы Кэти Перри. Премьера в США, Канаде, Австралии, Новой Зеландии и Великобритании состоялась 5 июля 2012 года.

## Сюжет
Фильм рассказывает о развитии карьеры Перри от госпел-певицы до поп-звезды мирового масштаба, затрагивая её детство и юношество. Так же показана её закулисная жизнь во время последнего мирового турне, в течение которого она пытается выкроить время для решения личных проблем, в том числе развода с британским комиком Расселом Брендом. В ленту включены документальные сцены из California Dream Tour, записанный 23 ноября 2011 года в Staples Center, Лос-Анджелес.

## Подготовка и продвижение
7 марта 2012 года Перри объявила через Твиттер, что она вместе с Paramount Pictures выпустит частично-биографический, частично-концертный фильм под названием «Кэти Перри: Частичка меня» летом 2012 года. В интервью MTV News она рассказала, чего ждать от фильма: «Он закрывает главу моей подростковой мечты, но открывает передо мной новые перспективы […] Этот фильм, вы увидите его с точки зрения моего лучшего друга/приятеля, вы увидите именно то, что я имею в виду, чувствую и думаю.»
Один золотой билет на премьеру фильма был помещен в случайную копию последнего диска Кэти Перри «Teenage Dream: The Complete Confection» . Первый трейлер фильма был показан во время «Kids' Choice Awards 2012». 31 марта 2012 года Перри объявила через Твиттер, что фильм будет выпущен в выходные дни 4 июля. Трейлер фильма был выпущен 2 апреля 2012 года в магазине ITunes по всему миру. Для рекламы фильма Кэти также сотрудничала с компанией Pepsi. Партнерство включало с себя совместную теле, радио и цифровую рекламу. Все элементы кампании включали новый рекламный слоган Pepsi «Живи сейчас». Компания предлагала потребителям возможность выиграть поездку на мировую премьеру фильма в Лос-Анджелесе, включавшую живое выступление Перри. В июне 2012 года Перри провела американскую премьеру в Голливуде, где специально для её бесплатного концерта был перекрыт Голливудский Бульвар.
Компания RealD выпустила к показу фильма эксклюзивные 3D-очки, выполненные в визуальном стиле Перри в красно-белую «леденцовую» полоску, и отображающие официальный хештег фильма в Твиттере.

## Актёры и камео
- Кэти Перри
- Глен Баллард
- Шеннон Вудворд
- Рассел Бренд[8]
- Адель (камео)[8]
- Рианна (камео)[8]
- Леди Гага (камео)
- Джастин Бибер (камео)
- Джесси Джей (камео)
- Келли Кларксон (камео)[8]
- Бритни Спирс (камео)
- Карли Рэй Джепсен (камео)
- Кеша (камео)

## Список песен
Песни, исполненные во время тура «California Dreams Tour», в порядке их появления в фильме.
- «Teenage Dream»
- «Hot n Cold»
- «Hummingbird Heartbeat»
- «Who Am I Living For?»
- «I Kissed a Girl»
- «E.T.»
- «I Wanna Dance with Somebody (Who Loves Me)»
- «Last Friday Night (T.G.I.F.)»
- «Peacock»
- «Not Like the Movies»
- «The One That Got Away»
- «Hey Jude»
- «Firework»
- «California Girls»

Так же в фильме звучат ранние выступления Кэти с евангельскими песнопениями и песня «Box» (или «The Box»), написанная совместно с Гленом Баллардом для не вышедшего альбома «(A) Katy Perry».

## Критика
На сайте Rotten Tomatoes фильм получил среднюю оценку 6,4 из 10, набрав 76 % положительных отзывов. На сайте Metacritic фильм получил смешанные отзывы и средний рейтинг 57 из 100. Нил Смит из Total Film заявил: «Несмотря на яркость и пестрость, „Частичка меня“ заслуживает похвалы за элемент непредсказуемости, вторгающийся между эксплуатационностью и сладкой вульгарностью». Эндрю МакМарти из Filmink заявил, что «фильм, разумеется, рассчитан на фанатов, но также должен заинтересовать людей, интересующихся культурой знаменитостей».
Отрицательные отзывы включали статью Марка Олсена в Boxoffice Magazine о том, что «это, якобы честное, заглядывание за кулисы больше похоже на раздражающий бренд-менеджмент». Элисон Уиллмора из Time Out New York также дала фильму в целом отрицательный отзыв, говоря: «Впечатляюще щедрое 3-D представление, бесконечно идолизирующее добродушную певицу изнурит любого, кроме самых преданных поклонников».

## Сборы
Коммерчески фильм превзошёл ожидания. В первый уик-энд он собрал $ 7 138 266 в 2 730 кинотеатрах США и Канады. На сегодняшний день «Кэти Перри: Частичка меня» собрал $ 32 439 363 по всему миру. На настоящее время это восьмой самый кассовый документальный фильм всех времён в США и четвёртый самый кассовый концертный фильм, уступающий «Майкл Джексон: Вот и всё», «Джастин Бибер: Никогда не говори никогда» и «Ханна Монтана и Майли Сайрус: Концертный тур „Две жизни“», первое, второе и третье места соответственно.

## Награды
Фильм получил премию Teen Choice Awards в номинации «Лучший летний фильм — комедия/музыкальный».